# Агротехника
Агроте́хника (синоним: техноло́гия растениево́дства) — система приёмов возделывания культурных растений. Этим термином принято называть приемы и методы, имеющие отношение к агрономии и земледелию.
Агротехника включает обработку почвы, внесение удобрений, подготовку семян и посадочного материала, посев и посадку, уход за посевами и плантациями, уборку урожая. Приёмы агротехники, применяемые при выращивании культурных растений, обусловлены, с одной стороны, их биологическими особенностями, а с другой — почвенно-климатическими условиями района возделывания.
Задача агротехники — обеспечить высокую урожайность выращиваемых растений при минимальных затратах труда и материально-финансовых средств на единицу качественной продукции. Современная агротехника направлена также на сохранение почвенного плодородия, защиту почв от эрозии. Каждый агротехнический приём и вся система агротехнических приёмов поля или культуры должны быть почвозащитными, влаго- и гумусосберегающими. Особенно это относится к интенсивным технологиям возделывания сельскохозяйственных растений, которые активно внедряются в современных хозяйствах.

## История

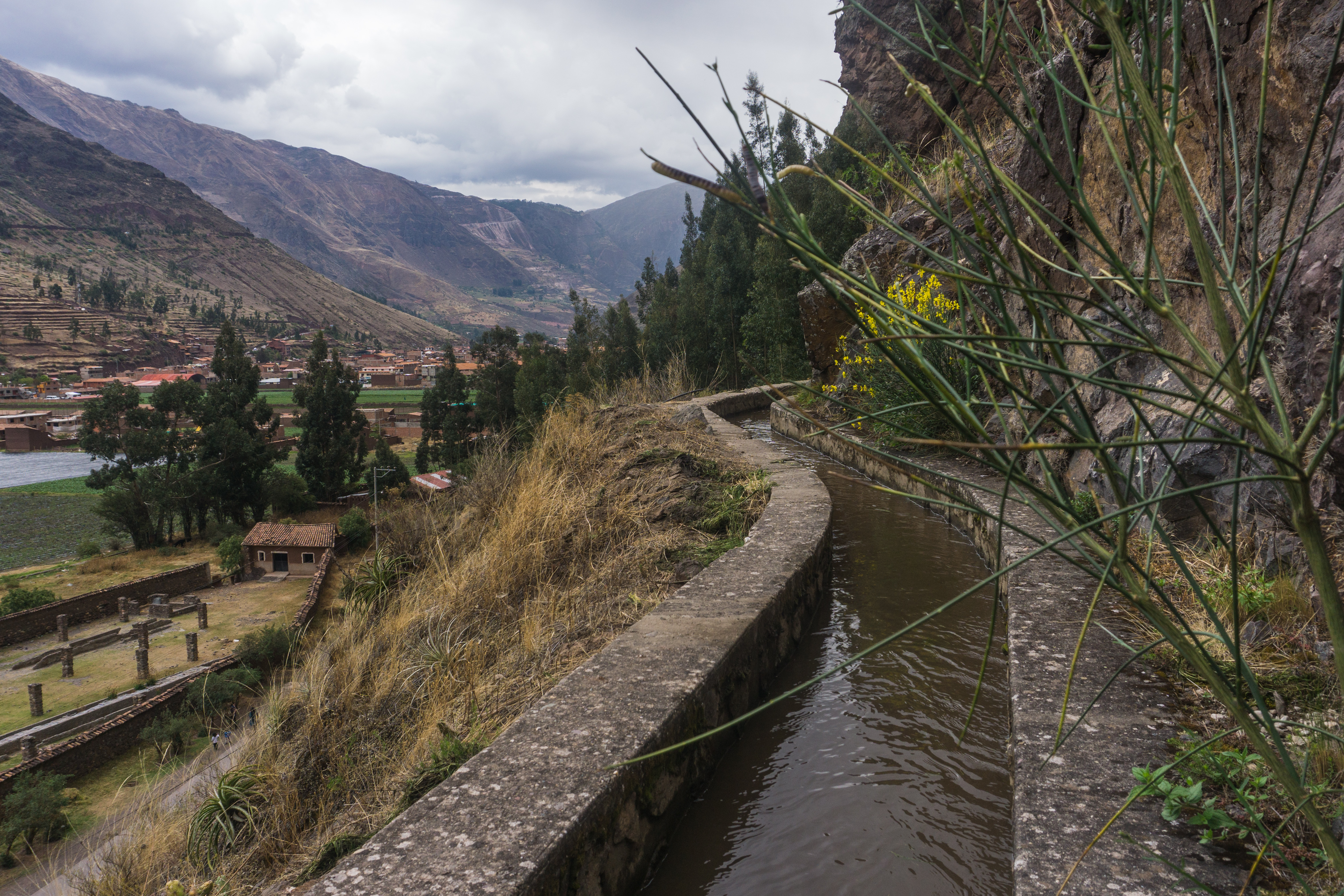
Оросительные каналы в Писаке, Перу

Первым применением приёмов агротехники можно считать внедрение орошения в крупномасштабное сельское хозяйство на реках Нил и Евфрат до 2000 года до н. э. Крупные ирригационные сооружения также присутствовали в Белуджистане и Индии до христианской эры. В других частях Азии агротехника была широко представлена в Китае. В Южной Америке орошение практиковали в Перу инки, а в Северной Америке ацтеки.

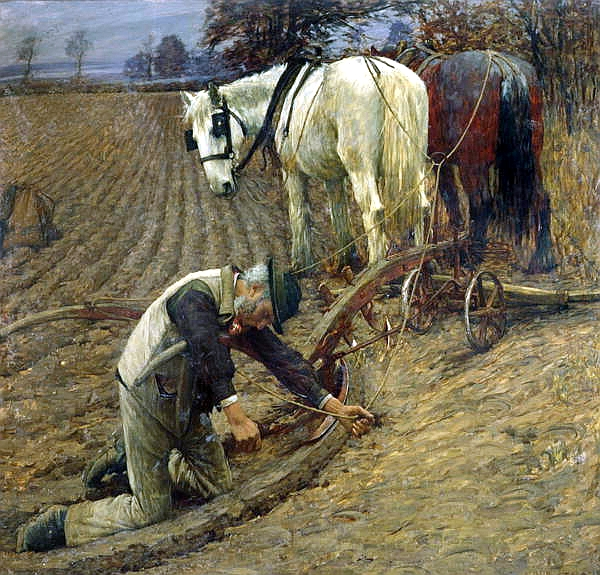
«Последняя борозда», Генри Ла Танге, 1895

Самым ранним плугом было рало.